# باسمة يوسف بطرس
البروفسورة باسمة يوسف بطرس (بالسريانية: ܒܐܣܡܐ ܝܘܣܦ ܦܛܪܘܣ)‏ هي سياسية عراقية ذات أصول آشورية، من مواليد 1963 في أربيل شمال العراق. شغلت منصب وزيرة العلوم والتكنولوجيا في الحكومة العراقية الانتقالية من أيار 2005 حتى أيار 2006. كانت آنذاك الوزيرة المسيحية الوحيدة في العراق. تخرجت من جامعة صلاح الدين في أربيل، وحاصلة على درجة الماجستير في الكيمياء الحيوية.
من الناحية الدينية، تنتمي باسمة إلى الكنيسة الكلدانية الكاثوليكية، ومن الناحية السياسية تنتمي إلى الحركة الديمقراطية الآشورية. البروفسورة باسمة ناشطة في مجال حقوق الإنسان في كردستان العراق وعضوة في المنظمة الكاثوليكية الإنسانية المسماة كاريتاس.
انتخبت باسمة في مجلس النواب العراقي في 8 آذار 2010. وكانت المرأة المسيحية الوحيدة في المجلس.